# The Rugby Championship 2015
El Rugby Championship 2015 fue la cuarta edición del torneo comenzado en 2012, que incluye a los tres seleccionados de las asociaciones miembros de la SANZAR: Australia, Sudáfrica y Nueva Zelanda, así como Argentina.
Teniendo en cuenta que en 2015 se disputa también la Copa Mundial, la edición tuvo tan solo tres fechas, comenzando el 17 de julio en Nueva Zelanda y terminando el 8 de agosto en Sudáfrica. Además, tendrá una semana adicional, fuera de competencia, también organizada por la SANZAR.
Entre las ciudades que acogieron el torneo se encuentran las salidas de Perth y Gold Coast, siendo reemplazadas por Brisbane en Australia y las salidas de Napier y Wellington, reemplazadas por Christchurch en Nueva Zelanda.
Australia se consagró campeón del torneo al vencer a todas las demás naciones, consiguiendo su primer título y el cuarto sumando todos los certámenes. Argentina venció por primera vez en la historia a Sudáfrica que a su vez, fue derrotada en todos sus encuentros.

## Modo de disputa
El torneo fue disputado con el sistema de todos contra todos a una serie. Cada partido dura 80 minutos divididos en dos partes de 40 minutos.
Los cuatro participantes se agrupan en una tabla general teniendo en cuenta los resultados de los partidos mediante un sistema de puntuación, la cual se reparte:
- 4 puntos por victoria.
- 2 puntos por empate.
- 0 puntos por derrota.

También se otorga punto bonus, ofensivo y defensivo:
- El punto bonus ofensivo se obtiene al marcar cuatro (4) o más tries.
- El punto bonus defensivo se obtiene al perder por una diferencia de hasta siete (7) puntos.

Para determinar la posición de cada equipo, se utiliza la cantidad de puntos obtenidos y en el caso de que exista un empate en puntos, la posición se determinará a favor de aquel equipo que cumpla con el siguiente listado, y de no existir diferencia, la posición se sorteará.
1. Más cantidad de victorias obtenidas.
2. Más cantidad de victorias contra el otro equipo en cuestión.
3. Mayor diferencia de puntos (puntos a favor menos puntos en contra).
4. Mayor diferencia de puntos (puntos a favor menos puntos en contra) en los partidos entre ambos equipos.
5. Mayor cantidad de tries anotados en la competencia.

## Equipos participantes
| Argentina | Australia | Nueva Zelanda | Sudáfrica  |
| --------- | --------- | ------------- | ---------- |
| Pumas     | Wallabies | All Blacks    | Springboks |

## Sedes
| Argentina                   | Australia              | Australia         |
| Mendoza                     | Sídney                 | Brisbane          |
| --------------------------- | ---------------------- | ----------------- |
| Estadio Malvinas Argentinas | ANZ Stadium            | Suncorp Stadium   |
| Capacidad: 45 268           | Capacidad: 84 000      | Capacidad: 52 500 |
|                             |                        |                   |
| Sudáfrica                   | Sudáfrica              | Nueva Zelanda     |
| Johannesburgo               | Durban                 | Christchurch      |
| Emirates Airlines Park      | Growthpoint Kings Park | AMI Stadium       |
| Capacidad: 61 639           | Capacidad: 52 000      | Capacidad: 17 000 |
|                             |                        |                   |

## Tabla de posiciones
| Pos. | Equipo        | Encuentros | Encuentros | Encuentros | Encuentros | Tantos | Tantos | Tantos | Bonus | Bonus | Puntos |
| Pos. | Equipo        | PJ         | PG         | PE         | PP         | F      | C      | Dif    | BO    | BD    | Puntos |
| ---- | ------------- | ---------- | ---------- | ---------- | ---------- | ------ | ------ | ------ | ----- | ----- | ------ |
| 1    | Australia     | 3          | 3          | 0          | 0          | 85     | 48     | +37    | 1     | 0     | 13     |
| 2    | Nueva Zelanda | 3          | 2          | 0          | 1          | 85     | 65     | +20    | 1     | 0     | 9      |
| 3    | Argentina     | 3          | 1          | 0          | 2          | 64     | 98     | -34    | 1     | 0     | 5      |
| 4    | Sudáfrica     | 3          | 0          | 0          | 3          | 65     | 88     | -23    | 0     | 2     | 2      |

|  |                                      |
|  | Campeón del Rugby Championship 2015. |

## Resultados
BO: Punto de bonificación ofensivo.
BD: Punto de bonificación defensivo.
Primera fecha
| 17 de julio, 19:35 (UTC+12:00) | Nueva Zelanda | BO 39 – 18 | Argentina                                                                   | AMI Stadium, Christchurch                                 |                                                           |
|                                | Tries McCaw 20' Nonu 40' Piutau 42' Read 48' Taylor 71' Conversiones Carter 40', 44', 49', 73' Penales Carter 5', 16' | Reporte    | Tries Creevy (2) 55', 61' Conversiones Sánchez 61' Penales Sánchez 12', 33' | Asistencia: 17,512 espectadores Árbitro(s): Craig Joubert | Asistencia: 17,512 espectadores Árbitro(s): Craig Joubert |

| 18 de julio, 20:05 (UTC+5:00) | Australia                                                                                                   | 24 – 20 BD | Sudáfrica                                                                           | Suncorp Stadium, Brisbane                               |                                                         |
|                               | Tries Ashley-Cooper 32' Hooper 73' Kuridrani 80' Conversiones Cooper 33', 74' Giteau 80' Penales Cooper 54' |            | Tries Etzebeth 37' Kriel 44' Conversiones Pollard 39', 45' Penales Pollard 15', 25' | Asistencia: 37,633 espectadores Árbitro(s): Nigel Owens | Asistencia: 37,633 espectadores Árbitro(s): Nigel Owens |

Segunda fecha
| 25 de julio, 17:05 (UTC+2:00) | Sudáfrica                                                                         | BD 20 – 27 | Nueva Zelanda                                                                                  | Emirates Airlines Park, Johannesburgo                     |                                                           |
|                               | Tries Le Roux 9' Kriel 45' Conversiones Pollard 10', 46' Penales Pollard 20', 56' |            | Tries Smith 39' Coles 48' McCaw 73' Conversiones Sopoaga 40', 49', 74' Penales Sopoaga 2', 80' | Asistencia: 62,000 espectadores Árbitro(s): Jérôme Garcès | Asistencia: 62,000 espectadores Árbitro(s): Jérôme Garcès |

| 25 de julio, 19:45 (UTC-3:00) | Argentina                     | 9 – 34 BO | Australia | Estadio Malvinas Argentinas, Mendoza                    |                                                         |
|                               | Penales Sánchez 29', 40', 57' |           | Tries Tomane 16' Mumm 58' Kuridrani 77' Ashley-Cooper 78' Conversiones Foley 77' Penales Foley 39', 42', 53', 69' | Asistencia: 30,000 espectadores Árbitro(s): Jaco Peyper | Asistencia: 30,000 espectadores Árbitro(s): Jaco Peyper |

Tercera fecha
| 8 de agosto, 20:05 (UTC+11:00) | Australia | 27 - 19 | Nueva Zelanda                                                      | ANZ Stadium, Sídney                                      |                                                          |
|                                | Tries Kepu 43' Ashley-Cooper 60' White 71' Conversiones Giteau 44', 61' White 73' Penales Giteau 26' White 68' |         | Tries Milner-Skudder (2) 55', 64' Conversiones Carter 8', 29', 50' | Asistencia: 73,824 espectadores Árbitro(s): Wayne Barnes | Asistencia: 73,824 espectadores Árbitro(s): Wayne Barnes |

| 8 de agosto, 17:05 (UTC+2:00)                     | Sudáfrica                                                                                       | 25 - 37 BO | Argentina | Growthpoint Kings Park, Durban                           |                                                          |
|                                                   | Tries De Jager 35' Le Roux 48' Habana 78' Conversiones Pollard 36', 49' Penales Pollard 9', 28' |            | Tries Bosch 1' Imhoff (3) 22', 30', 41' Conversiones Hernández 2', 23', 32', 42' Penales Hernández 37' Bosch 39' Drop Bosch 62' | Asistencia: 27,447 espectadores Árbitro(s): Romain Poite | Asistencia: 27,447 espectadores Árbitro(s): Romain Poite |
| * Primera victoria de Argentina contra Sudáfrica. |                                                                                                 |            | |                                                          |                                                          |

| Bandera de Australia            |
| Campeón Australia Primer título |

## Estadísticas individuales
| Handré Pollard     | 3 | 30 |
| Dan Carter         | 3 | 23 |
| Nicolás Sánchez    | 2 | 17 |
| Adam Ashley-Cooper | 3 | 15 |
| Juan Imhoff        | 3 | 15 |

| Adam Ashley-Cooper | 3 | 3 |
| Juan Imhoff        | 3 | 3 |
| Jesse Kriel        | 2 | 2 |
| Tevita Kuridrani   | 2 | 2 |
| Agustín Creevy     | 2 | 2 |